# Antonio Dalmonte
Antonio Dalmonte (Castrocaro Terme, 3 aprile 1919 – Castrocaro Terme, 5 settembre 2015) è stato un calciatore italiano.

## Carriera
Scala le categorie con squadre romagnole, fino al debutto in Serie A avvenuto con la maglia della Juventus. Dopo una stagione in bianconero passa all'Atalanta, società con cui disputa quattro campionati consecutivi, tutti in Serie A.
Conclude la carriera in IV Serie tra Aosta e Vogherese.
In carriera ha totalizzato complessivamente 132 presenze in Serie A e 39 in Serie B (col Cesena nella stagione 1946-1947).

## Palmarès

### Club

#### Competizioni nazionali
- IV Serie: 1

Aosta: 1953-1954